# Emerentia Sjöholm
Emerentia Paulina Sjöholm, född 29 november 1846 i Vadstena, död okänt år, var en svensk målare. 
Hon var dotter till en målare och valde själv att studera konst vid Konstakademins högre antik och modellskola 1864–1868. Sjöholm finns representerad med oljemålningen Vadstena inångande i Vadstena hamn på Östergötlands museum i Linköping. 